# Gare d'Ablon
La gare d'Ablon est une gare ferroviaire française de la ligne de Paris-Austerlitz à Bordeaux-Saint-Jean, située sur le territoire de la commune d'Ablon-sur-Seine, dans le département du Val-de-Marne en région Île-de-France.
C'est une gare de la Société nationale des chemins de fer français (SNCF) desservie par les trains du RER C.

## Situation ferroviaire
Établie à 35 m d'altitude, la gare d'Ablon se situe point kilométrique (PK) 14,191 de la ligne de Paris-Austerlitz à Bordeaux-Saint-Jean entre les gares de Villeneuve-le-Roi et Athis-Mons. Elle est desservie par les trains de la ligne C du RER.

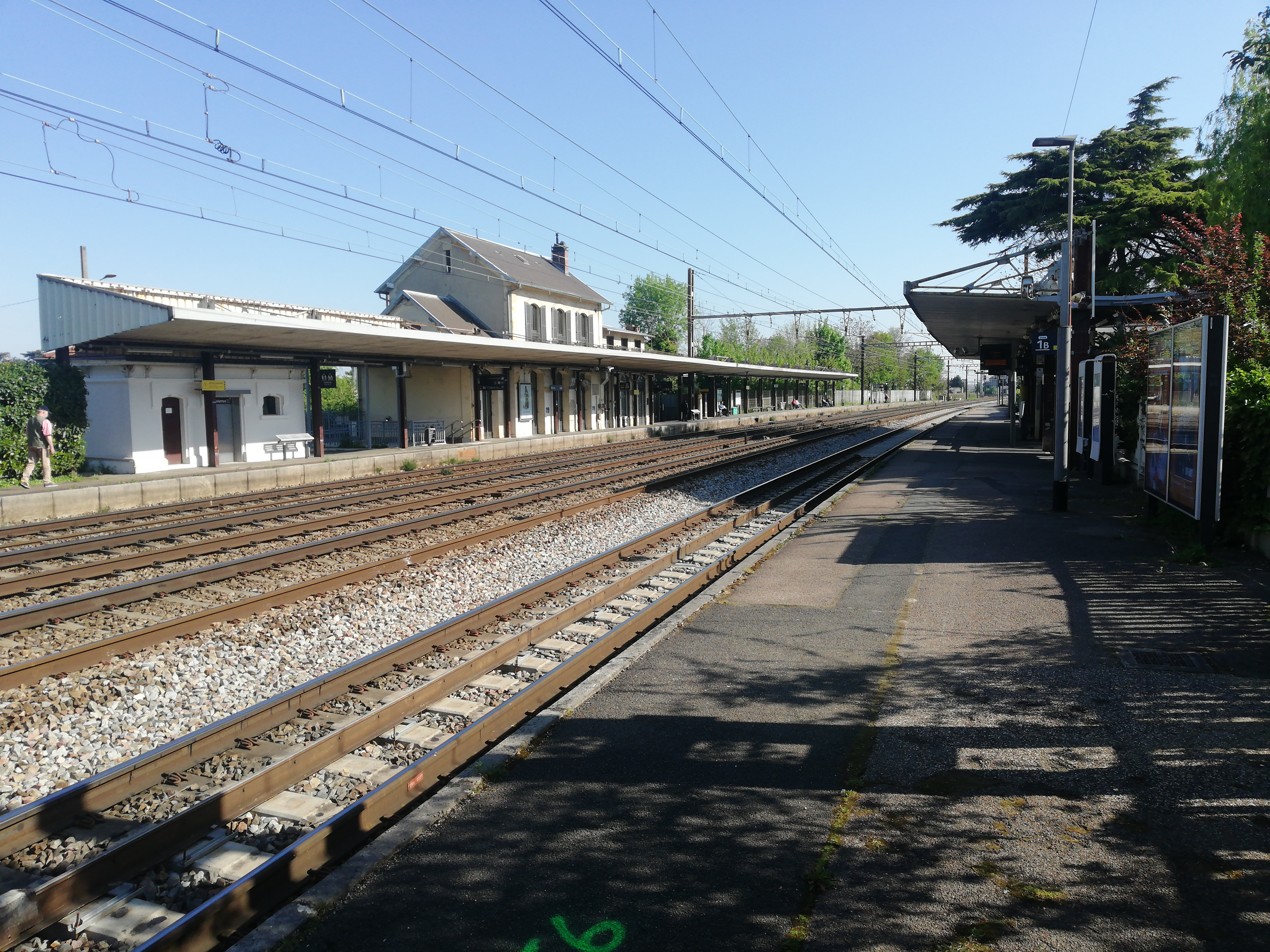
Quais de la gare d'Ablon (vue en direction de Paris).

## Histoire
En 2014, la SNCF estime la fréquentation annuelle de la gare à 1 247 400 voyageurs. En 2017, cette estimation est de 1 393 215 voyageurs. En 2022, cette estimation est de 1 203 692 voyageurs.

## Service des voyageurs

### Accueil
La gare dispose de quatre accès, l'accès principal par le bâtiment voyageurs Place de la Libération ainsi que l'accès nuit et deux accès secondaire Allée des Tamaris et Rue du Colonel Brossolette. Elle disposait également jusqu'en 2019 d'un accès Rue Gabriel Péri, aujourd'hui fermé.
De mai 2019 jusqu'à mi-septembre 2020, des travaux de rénovation dans la gare sont menées pour installer des portiques de contrôles sur l'ensemble des accès de la gare.

informations
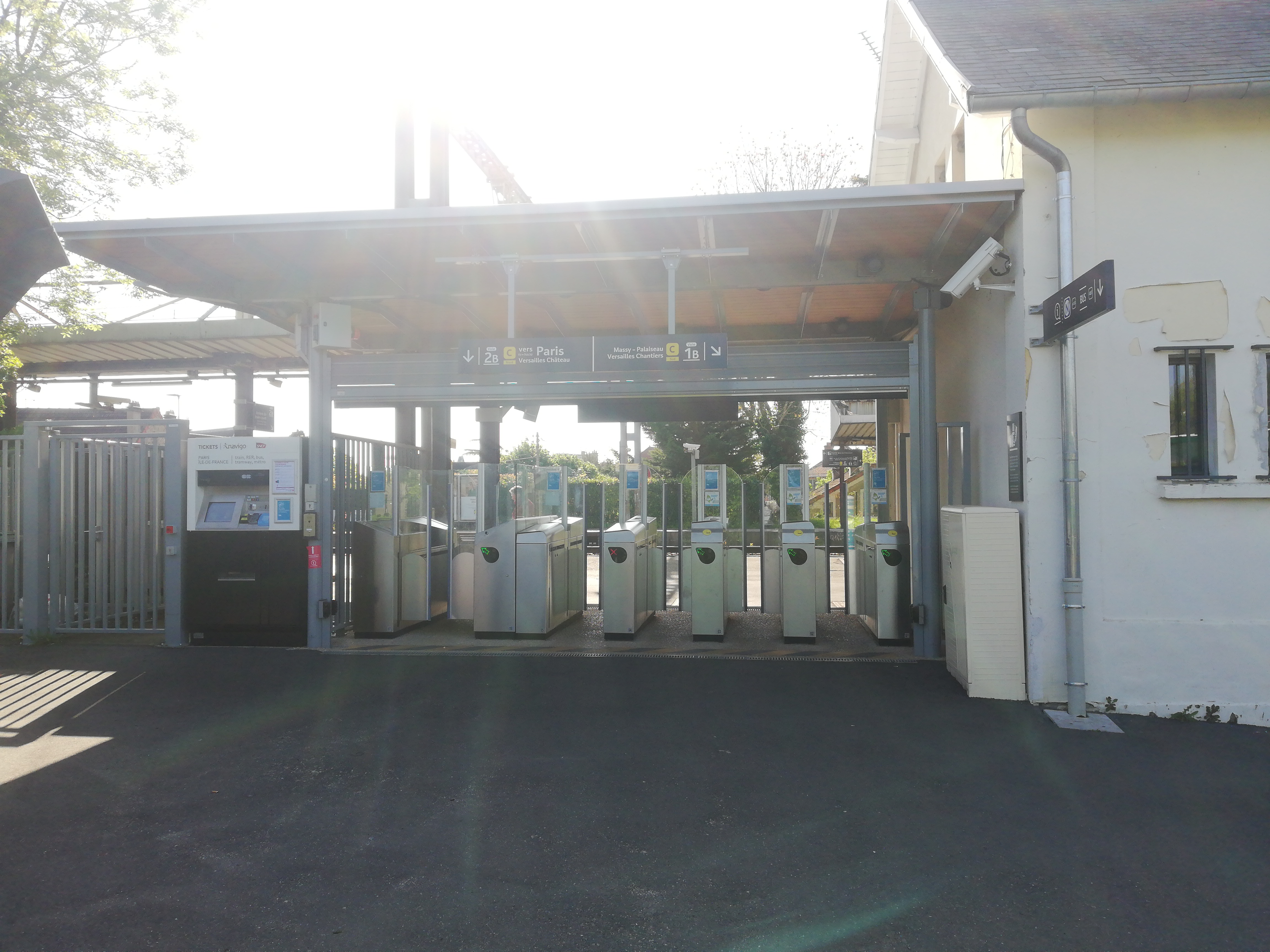
Accès Place de la Libération, quai Paris.
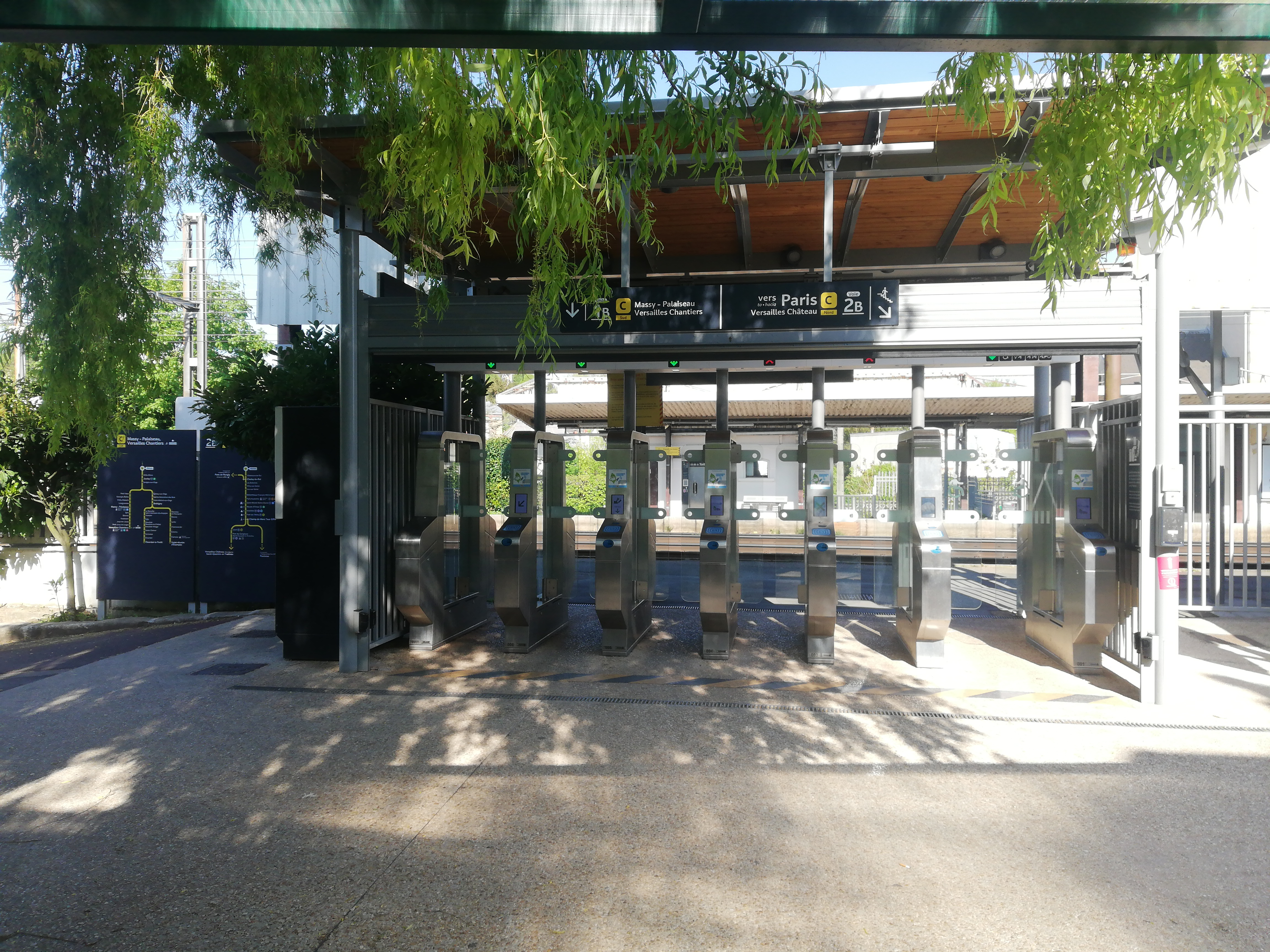
Accès Allée des Tamaris, quai province.
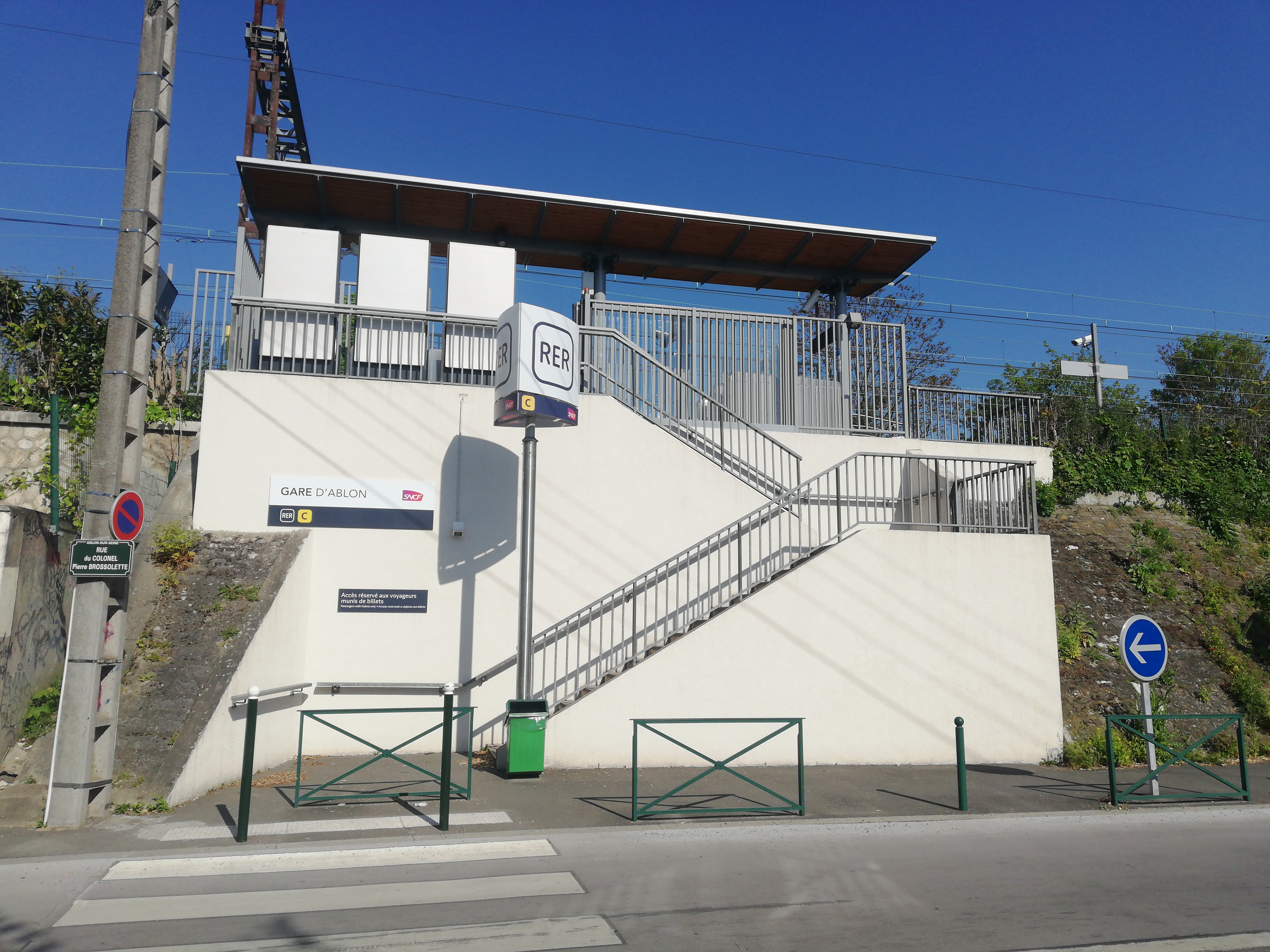
Accès Rue du Colonel Brossolette, quai province.

La gare comporte deux quais 1 et 2 d'une longueur de 224 et 218 mètres. Elle est uniquement ouverte au service voyageurs.

### Desserte
La gare est desservie par les trains de la ligne C du RER d'Île-de-France à raison d'un train toutes les 15 minutes vers Paris-Austerlitz (toutes les 30 minutes après 21 h), et d'un train toutes les 15 minutes vers Juvisy (toutes les 30 minutes après 21 h 30). Les trains portent le code mission VACK vers Paris et JUJU ou JILL vers Juvisy[réf. nécessaire].

### Intermodalité
La gare est desservie par les lignes 480 et 483 du réseau de bus de Seine Grand Orly et, la nuit, par la ligne N133 du réseau Noctilien.